# Houaïlou
Houaïlou (in der lokalen Kanaksprache: Waa Wi Luu) ist eine Gemeinde in der Nordprovinz von Neukaledonien. Sie liegt 234 km nordwestlich von Nouméa. 
In der Gemeinde liegt der 1982 errichtete Staudamm Barrage de la Néaoua, der rund 8000 Haushalte an der Ostküste mit Elektrizität versorgt. Die Staumauer hat eine Länge von 107 m und speichert 1,47 Millionen m³ Wasser. Die Fallhöhe beträgt 410 m. 2022 gründeten die örtlichen Kanak-Stämme eine Bürgerinitiative, die sich beim Energieunternehmen Enercal über das Ablassen des Stauwassers beklagte, wodurch ihre Bananen- und Tarofelder überschwemmt wurden.
Die Stämme der Gegend um Houaïlou haben in ihrem Widerstand gegen die französische Besiedlung eine lange Tradition. Bereits 1856 ermordeten sie in Houaïlou sieben französische Goldsucher. Der Große Aufstand der Kanak von 1878 (Grande Révolte Canaque 1878) wurde ebenfalls von diesen Stämmen vorbereitet. Auch der Widerstand gegen eine Wahlrechtsreform, die langjährig ansässigen französischstämmigen Einwohnern in Neukaledonien das Wahlrecht zubilligen sollte, wurde bei einem Treffen von 300 militanten Unabhängigkeitsaktivisten (Indépendantisten) des gesamten Territoriums im Februar 2024 in Houaïlou vorbereitet.
1875 begann in Houaïlou der erste industrielle Abbau von Nickel in Neukaledonien, der in der Gemeinde in mehreren Minen bis heute betrieben wird. Sie sind der wichtigste Arbeitgeber der Region, können aufgrund der stark gestiegenen Energiekosten jedoch nicht mehr rentabel betrieben werden. Wochenlange Blockaden der Minen und wiederholte Brandanschläge von Indépendantisten auf die Berufsschule, die Büros und den Maschinenpark der Minengesellschaft verursachten 2023–2024 hohe zusätzliche Schäden. Die Indépendantisten versuchen seit Beginn der Unruhen 2024 erneut mit allen Mitteln, die Infrastruktur zu zerstören und für Chaos zu sorgen. Durch die Gewaltausschreitungen musste die Postfiliale geschlossen und die Postzustellung eingestellt werden, da die Postangestellten massiv bedroht wurden und die Dienstwohnung der Leiterin in Brand gesteckt wurde. Die Einwohner müssen seitdem für alle Postgeschäfte in die eine Stunde entfernte Stadt Bourail fahren.
Die Gemeinde ist seit mehreren Jahren hoch verschuldet und kann ihre Rechnungen nicht mehr begleichen, nachdem 2016 durch Starkregen ausgelöste Erdrutsche erhebliche Schäden angerichtet hatten. Nach offiziellen Angaben war es die schwerste Naturkatastrophe Neukaledoniens. Der französische Staat investierte allein 2018–2019 über 700 Millionen CFP-Francs in den Wiederaufbau.
Houaïlou ist bekannt für den Anbau von Litschi, der hier aufgrund eines geschützten Mikroklimas besonders gut gedeiht. Jährlich im Dezember findet im Ort das Litschifest (Fête du Letchi) statt, das zahlreiche Besucher anzieht. Der Litschi kündigt den Neukaledoniern symbolisch die Sommerferien an. Die ursprünglich aus China stammende Frucht wurde 1868 von einem Siedler aus Réunion, der davon drei Samenkörner in seinem Gepäck hatte, in Houaïlou eingeführt. Ihm wurde 2000 eine Gedenktafel an der Stelle des ersten Litschibaums gewidmet.
Im Kua-Tal von Houaïlou wächst die endemische Houaïlou-Rotblattpalme (Chambeyronia houailouensis), eine sehr dekorative und begehrte Palmenart, deren Samen weltweit zu hohen Preisen verkauft werden. Sie wurde erst 2021 als neue Art beschrieben. Das Besondere sind ihre anfänglich lachsroten Blätter.

## Bevölkerung
| Bevölkerungsentwicklung in Houaïlou | Bevölkerungsentwicklung in Houaïlou | Bevölkerungsentwicklung in Houaïlou | Bevölkerungsentwicklung in Houaïlou | Bevölkerungsentwicklung in Houaïlou | Bevölkerungsentwicklung in Houaïlou | Bevölkerungsentwicklung in Houaïlou | Bevölkerungsentwicklung in Houaïlou | Bevölkerungsentwicklung in Houaïlou | Bevölkerungsentwicklung in Houaïlou | Bevölkerungsentwicklung in Houaïlou | Bevölkerungsentwicklung in Houaïlou |
| ----------------------------------- | ----------------------------------- | ----------------------------------- | ----------------------------------- | ----------------------------------- | ----------------------------------- | ----------------------------------- | ----------------------------------- | ----------------------------------- | ----------------------------------- | ----------------------------------- | ----------------------------------- |
| Einwohner                           | 2241                                | 2808                                | 3475                                | 3853                                | 3995                                | 3671                                | 4332                                | 4537                                | 3945                                | 4240                                | 3955                                |
| Jahr                                | 1956                                | 1963                                | 1969                                | 1976                                | 1983                                | 1989                                | 1996                                | 2004                                | 2009                                | 2014                                | 2019                                |

| Ethnische Verteilung (2019) | Ethnische Verteilung (2019) | Ethnische Verteilung (2019) | Ethnische Verteilung (2019) |
| --------------------------- | --------------------------- | --------------------------- | --------------------------- |
| Kanaken                     | Gemischt                    | Europäer                    | Andere                      |
| 89,6 %                      | 5,3 %                       | 1,8 %                       | 3,3 %                       |